# Tramwaje w Szachtach
Tramwaje w Szachtach − zlikwidowany system komunikacji tramwajowej w rosyjskim mieście Szachty.

## Historia
Pierwszą linię tramwajową uruchomiono 7 listopada 1932. W kolejnych latach sieć tramwajową rozbudowywano. Po upadku ZSRR nie przeprowadzano napraw torowisk przez co ich stan się bardzo pogorszył. W drugiej połowie lat 90. XX w. w związku z likwidacją części kopalń zlikwidowano również dochodzące do nich linie tramwajowe. W 1996 zamknięto linię nr 3. We wrześniu 1997 zamknięto linię nr 1. Ostatecznie tramwaje w Szachtach zlikwidowano 7 grudnia 2001.

## Linie
Łącznie w Szachtach na przestrzeni lat istniało 5 linii tramwajowych:
- 1: Wokzal – Siachta "Oktiabrskoj Rewoliocii" działająca w latach 1932–1997
- 2: Wokzal – Siachta "Prolietarskaja Diktatura" działająca w latach 1934–1976
- 3: 1-e Pieriesiecienije – Siachta "Nieżdannaja" działająca w latach 1934–1996
- 4: 1-e Pieriesiecienije – Siachta "Jożnaja" działająca w latach 1962–2001
- 5: Wokzal – 1-e Pieriesiecienije działająca w latach 1975–2001

Dodatkowo w latach 1989–1990 działała linia tramwajowa oznaczona nr 2 na trasie: Wokzal – TTU – 1-e Pieriesiecienije.

## Tabor
Po II wojnie światowej otrzymano tramwaje typu KTM/KTMP-1 i KTM/KTP-2. Po wycofaniu tramwajów dwuosiowych podstawowym typem eksploatowanych tramwajów były wagony KTM-5. W grudniu 2001 posiadano 10 wagonów tramwajowych:
- KTM-5: 7 wagonów o nr: 29, 30, 35, 40, 41, 43, 45
- KTM-8: 3 wagony o nr: 47, 48,  50